# Батлер, Эндрю Пикенс
Эндрю Пикенс Батлер (англ. Andrew Pickens Butler; 18 ноября 1796 — 25 мая 1857) — американский юрист, рабовладелец и сенатор США от Южная Каролина (1846—1857), разработавший Закона Канзас-Небраска вместе с сенатором от Иллинойса Стивеном Дугласом, председатель юридического комитета Сената США (1847—1857).
В 1856 году сенатор-аболиционист от Массачусетса Чарльз Самнер выступил с речью «Преступление против Канзаса», в которой оскорбил Батлера. В ответ на это через несколько дней Престон Брукс, двоюродный брат Батлера, избил сенатора в зале Сената, едва не убив его.

## Наследие
Округ Батлер в штате Канзас назван в его честь.